# Linescio
Linescio är en  kommun  i distriktet Vallemaggia i kantonen Ticino, Schweiz. Kommunen har 42 invånare (2023).